# Kaiji Kawaguchi
Kaiji Kawaguchi (jap. かわぐち かいじ, eigentlich 川口 開治, Kawaguchi Kaiji; * 27. Juli 1948 in Onomichi, Präfektur Hiroshima) ist ein japanischer Manga-Zeichner, der in Deutschland vor allem mit der Manga-Serie Eagle, einem Polit-Thriller über die Präsidentschaftskandidatur eines japanischen Einwanderers in den Vereinigten Staaten von Amerika, bekannt wurde.

## Leben
Kaiji Kawaguchi studierte an der Meiji-Universität in Tokio. Sein Zeichenstil ist detailreich und realistisch, seine Werke setzen sich wegen seiner Liebe zum Detail auch bei komplexen Zusammenhängen und wegen der ungewöhnlichen Themen von anderen Mangas ab.
Die Werke von Kaiji Kawaguchi sind Seinen-Manga für ein älteres Publikum und behandeln häufig die Probleme des moralisch richtigen Verhaltens von Menschen in extremen Situationen. So erklärt etwa in Chinmoku no Kantai der Kommandant eines nuklear bewaffneten U-Bootes das Schiff auf seiner Jungfernfahrt zum unabhängigen Territorium. In Zipang, mit 43 Bänden sein umfangreichstes Werk, wiederum findet sich die Besatzung eines modernen Zerstörers in der Vergangenheit bei der Schlacht von Midway wieder und steht nun vor der Entscheidung ob und wie sie eingreifen sollen.

## Auszeichnungen
Kaiji Kawaguchi erhielt für sein Schaffen mehrere Preise. So wurde er für seine Serie Spirit of the Sun im Jahr 2006 mit den 51. Shōgakukan-Manga-Preis in der Hauptkategorie ausgezeichnet. Dreimal erhielt er den Kodansha-Manga-Preis, 1987, 1990 und 2002.

## Werke (Auswahl)
- Hard & Loose (ハード&ルーズ, Hādo & Rūzu), 1983–1987, Text: Caribu Marley
- Actor (アクター, Akutā); 1984–1988
- Ai Monogatari (愛物語), 1987–1989
- Kemono no Yō ni (獣のように), 1988–1990
- Chinmoku no Kantai (沈黙の艦隊), 1988–1996
- Medusa (メドゥーサ Medusa) 1990–1994
- YELLOW, 1995–1997, Text: Shinji Miyazaki
- Cocoro, 1996–1997
- Araragi Tokkyū (アララギ特急), 1997–1998
- Kokuhaku: Confession (告白 CONFESSION), 1997–1998, Text: Nobuyuki Fukumoto
- Eagle, 1998–2001
- Ruri no Kamikaze (瑠璃の波風), 1998–1999
- Seizon Life (生存 LifE), 1999–2000, Text: Nobuyuki Fukumoto
- Battery (バッテリー, Batterī), 1999–2002
- Zipang (ジパング, Jipangu), 2000–2009
- Taiyō no Mokushiroku (太陽の黙示録), 2002–2010
- Boku wa Beatles (僕はビートルズ, Boku wa Bītoruzu), 2010–2012, Text: Tetsuo Fujii

| Personendaten    | Personendaten                                                      |
| ---------------- | ------------------------------------------------------------------ |
| NAME             | Kawaguchi, Kaiji                                                   |
| ALTERNATIVNAMEN  | かわぐち かいじ (japanisch); 川口開治 (japanisch, wirklicher Name) |
| KURZBESCHREIBUNG | japanischer Manga-Zeichner                                         |
| GEBURTSDATUM     | 27. Juli 1948                                                      |
| GEBURTSORT       | Onomichi, Präfektur Hiroshima, Japan                               |